# Niemberg
Niemberg is een plaats en voormalige gemeente in de Duitse deelstaat Saksen-Anhalt, en maakt deel uit van de Landkreis Saalekreis.
Niemberg telt 1.454 inwoners.